# 2-كلورو حمض البنزويك
2- كلورو حمض البنزويك (بالإنجليزية: 2-Chlorobenzoic acid )‏ صيغته الجزيئية C7H5ClO2، هو أبسط مركب عضوي والذي يستخدم كلبنة كيميائية.
ويمكن تحضيره عن طريق أكسدة 2- كلورو تولوين باستخدام برمنجنات البوتاسيوم .
وهو مهيج لكل من للجهاز التنفسي والعيون .